# Juan D’Arienzo

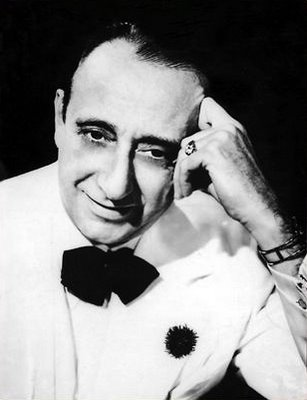

Juan D’Arienzo Améndola (* 14. Dezember 1900 in Buenos Aires; † 14. Januar 1976 ebenda), genannt „El Rey del Compás“, war ein argentinischer Musiker (Violinist), Arrangeur, Bandleader, Komponist des Tangos.

## Leben
Juan D’Arienzo war Sohn italienischer Einwanderer. Er begann im Alter von zwölf Jahren Violine zu spielen und studierte am Konservatorium Mascagni in Buenos Aires.
Nach seiner musikalischen Ausbildung war er zunächst Mitglied eines Instrumental-Terzetts, dem ebenfalls der Pianist Angel D’Agostino angehörte.
Nachdem er in der Folgezeit verschiedenen anderen Orchestern angehört hatte, gründete er 1926 sein eigenes Tango-Orchester (Juan D’Arienzo y su Orquesta Típica), welches bis heute zu den vielleicht populärsten und beliebtesten Tango-Orchestern zählt. Aufgrund seiner sehr rhythmischen Arrangements nannte man Juan D’Arienzo den König des Takts (spanisch: El Rey del Compás).
Um 1960 versuchte Juan D’Arienzo neue Stilmittel in den klassischen Tango einzubringen. So bildete er mit Aníbal Troilo (Bandoneon), Francisco Canaro (Violine), Osvaldo Pugliese (Piano) und Osvaldo Fresedo (Bandoneon) auch das Quinteto de Oro, in dessen Musik die Vorstellung dieser fünf Musiker hinsichtlich einer Erneuerung des Tangos einfließen sollte.
Juan D’Arienzo hat Hunderte von Tangos, Milongas und Valses auf Tonträger eingespielt.
Nach seinem Tod wurde Juan D’Arienzo auf dem Cementerio de la Chacarita in Buenos Aires beigesetzt.

## Einige Kompositionen
- Pacienca
- Vino triste

## Diskografie (Auswahl)
| - El Triunfo / Unión cívica (1943) - Filicia / Vino triste (1943) - Qué importa (1944) - El Tarta / Se apagó una estrella (1953) - Tangos de todos los tiempos (1956, Ø 20 cm) - Bien porteño (1959, mit den Sängern Jorge Valdés und Mario Bustos) - Más grande que nunca (1959) - Juan D’Arienzo (1959, mit dem Sänger Alberto Echagüe) - D’Arienzo for export (1959) - Don Juan el Irresistible (1959) - Adiós Chantecler (1960, mit den Sängern Jorge Valdés und Mario Bustos) - Pasajera (1960) - Oro de ley en las rosas de orquesta (1960) - Tangos (1960) - Grandes éxitos de Juan D’Arienzo (1963) - Academia del Lunfardo (1964) - Evocando el ayer - Vol. 1 (1964) - Evocando el ayer - Vol. 2 (1965) - El vals de los 17 años (1966) - Juan D’Arienzo - Alberto Echagüe (1966, mit dem Sänger Alberto Echagüe) - Juan D’Arienzo - Héctor Mauré (1966, mit dem Sänger Héctor Mauré) - D’Arienzo interpreta a Juan de Dios Filiberto (1966) - Juan D’Arienzo for export - Vol. 1 (1966) - Estampas de antaño (1966) - Mi noche triste (1966) - Juan D’Arienzo (1966) - Juan D’Arienzo y su Orquesta Típica (1966) - Corrientes y Esmeralda (1966) - Lo mejor de Juan D’Arienzo (1967) - D’Arienzo for export - Vol. 2 (1967) - Evocando el ayer - Vol. 3 (1967) - De ayer y de hoy (1967) - Barrio Reo (1968) - Con tu compás (1968) - D’Arienzo - Echagüe (1968, mit dem Sänger Alberto Echagüe) | - Tigre viejo (1969) - Armenonville (1969) - Cartón Junao (1970) - Evocando el ayer - Vol. 4 (1970) - Bueno, derecho y varón (1970) - A mí me llaman Juan Tango (1970, mit Aníbal Troilo) - Sácala chispas (1971) - La Pañalada (1971) - Bien porteño (1971) - Evocando el ayer - Vol. 5 (1972) - Juan D’Arienzo 1928 (1972) - Viejo smoking (1973) - El bar de Rosendo (1973) - Juan D’Arienzo - Alberto Echagüe (1973, mit dem Sänger Alberto Echagüe) - Don Juan el Irresistible (1973) - Juan D’Arienzo for export - Vol. 4 (1973) - Bien portado (1973) - Chirusa (1975, mit dem Sänger Jorge Valdés) - Evocando el ayer - Vol. 6 (1975) - Tiempos viejos (1975) - Bueno, derecho y varón (1975) - Grandes creaciones de D’Arienzo - Mauré (1976, mit dem Sänger Héctor Mauré) - Milongas y valses (1977) - Bueno, derecho y varón - Vol. 2 (1977) - Bailarín compadrito (1978) - Hotel Victoria (1978) - Desde el alma (1979) - El Rey del Tango (1981) - Juan D’Arienzo y su Orquesta Típica (1981) - El vals de los quince años (1984) - Juan D’Arienzo - Vol. 3 (1940-1955) (1988) - El Rey del Compás (1936-1939) (1992) - D’Arienzo for export - Vol. 1 (1996) - D’Arienzo for export - Vol. 2 (1996) - D’Arienzo for export - Vol. 3 (1996) - La Cumparsita (1935-1939) (1997) - 40 grandes éxitos (1999) - Juan D’Arienzo Y Su Orquesta Tipica 1928-1929 (2005) - El Vals de Los Quince Años (2005) |  |